# Charles Bud Cox
Charles Bud Cox, né le 11 avril 1960 à Atlanta, est un ancien joueur de tennis professionnel américain.

## Carrière
Diplômé en communication de l'Université d'Auburn, Bud Cox remporte un titre ATP en double en 1987 à Saint-Vincent avec Michael Fancutt. Il s'est aussi adjugé trois tournois Challenger à San Luis Potosí (finaliste en simple) et Istanbul en 1986 et Nairobi en 1988.
Sa plus belle performance en simple est une victoire sur Thierry Tulasne, alors classé 19e mondial lors du Grand Prix de Lyon en 1987. Il s'incline en quart de finale contre Todd Nelson.
En 1986, il défraye la chronique lorsqu'il se fait arrêter par la police lors d'une tournée au Nigeria. Il aurait été surpris avec d'autres joueurs en train de détruire son passeport ainsi que des billets de banques lors d'une séance "d'expérimentation religieuse", sous l'influence d'un prêtre évangélique nigérian. Il a été contraint de rentrer immédiatement dans son pays grâce à un passeport délivré spécialement pas l'ambassade américaine,.
Il est désormais entraîneur de tennis.

## Palmarès

### Titre en double (1)
| No | Date       | Nom et lieu du tournoi                                      | Catégorie | Dotation  | Surface      | Partenaire      | Finalistes                           | Score    |  |
| -- | ---------- | ----------------------------------------------------------- | --------- | --------- | ------------ | --------------- | ------------------------------------ | -------- |  |
| 1  | 10-08-1987 | Campionati Internazionali della Valle d'Aosta Saint-Vincent |           | 100 000 $ | Terre (ext.) | Michael Fancutt | Massimo Cierro Alessandro De Minicis | 6-3, 6-4 |  |

### Finales en double (2)
| No | Date       | Nom et lieu du tournoi                                      | Catégorie | Dotation  | Surface      | Vainqueurs               | Partenaire      | Score         |  |
| -- | ---------- | ----------------------------------------------------------- | --------- | --------- | ------------ | ------------------------ | --------------- | ------------- |  |
| 1  | 13-08-1984 | Tournoi de tennis de Columbus Columbus (OH)                 |           | 100 000 $ | Dur (ext.)   | Sandy Mayer Stan Smith   | Terry Moor      | 6-4, 6-7, 7-5 |  |
| 2  | 11-08-1986 | Campionati Internazionali della Valle d'Aosta Saint-Vincent |           | 85 000 $  | Terre (ext.) | Libor Pimek Pavel Složil | Michael Fancutt | 6-3, 6-3      |  |

## Parcours dans les tournois duGrand Chelem

### En simple
| Année | Open d'Australie | Open d'Australie | Internationaux de France | Internationaux de France | Wimbledon       | Wimbledon       | US Open | US Open |
| ----- | ---------------- | ---------------- | ------------------------ | ------------------------ | --------------- | --------------- | ------- | ------- |
| 1984  | —                | —                | —                        | —                        | 1er tour (1/64) | C. Wittus       | —       | —       |
| 1985  | —                | —                | —                        | —                        | 1er tour (1/64) | S. Giammalva Jr | —       | —       |
| 1988  | 1er tour (1/64)  | T. Mmoh          | —                        | —                        | —               | —               | —       | —       |

N.B. : à droite du résultat se trouve le nom de l'ultime adversaire.

### En double
| Année | Open d'Australie           | Open d'Australie      | Internationaux de France  | Internationaux de France | Wimbledon                  | Wimbledon             | US Open                        | US Open                  |
| ----- | -------------------------- | --------------------- | ------------------------- | ------------------------ | -------------------------- | --------------------- | ------------------------------ | ------------------------ |
| 1982  | —                          | —                     | —                         | —                        | —                          | —                     | 1er tour (1/32) J. Hoffman     | L. Stefanki R. Van't Hof |
| 1983  | —                          | —                     | —                         | —                        | 2e tour (1/16) J. Hlasek   | P. Fleming J. McEnroe | —                              | —                        |
| 1984  | 2e tour (1/16) M. Fancutt  | P. Fleming J. McEnroe | 2e tour (1/16) J. Hlasek  | P. Fleming J. McEnroe    | 1er tour (1/32) T. Moor    | J. Arias P. Annacone  | 2e tour (1/16) J. Turpin       | S. Edberg J. Kriek       |
| 1985  | —                          | —                     | —                         | —                        | 3e tour (1/8) A. Kohlberg  | P. Fleming J. McEnroe | 1er tour (1/32) C. Buzz Strode | M. Edmondson K. Warwick  |
| 1986  | —                          | —                     | 2e tour (1/16) M. Fancutt | J. Fitzgerald T. Šmíd    | 2e tour (1/16) N. Odizor   | W. Fibak G. Forget    | 2e tour (1/16) N. Odizor       | J. Fitzgerald T. Šmíd    |
| 1987  | —                          | —                     | —                         | —                        | 1er tour (1/32) M. Fancutt | G. Bloom A. Mansdorf  | 3e tour (1/8) C. Mezzadri      | S. Davis D. Pate         |
| 1988  | 1er tour (1/32) M. Fancutt | K. Evernden J. Kriek  | 1er tour (1/32) T. Siegel | M. Davis T. Pawsat       | —                          | —                     | —                              | —                        |

N.B. : le nom du ou de la partenaire se trouve sous le résultat ; le nom des ultimes adversaires se trouve à droite.